# Torneo Albert Schweitzer 1987
Il Torneo Albert Schweitzer 1987 si è svolto nel 1987 a Mannheim, nell'allora Germania Ovest.

## Classifica finale
| Pos. | Squadra                   |
| ---- | ------------------------- |
|      | Stati Uniti               |
|      | Spagna                    |
|      | Turchia                   |
| 4.   | Germania Ovest Under-18 A |
| 5.   | Cecoslovacchia            |
| 6.   | Italia                    |
| 7.   | Jugoslavia                |
| 8.   | Polonia                   |
| 9.   | Francia                   |
| 10.  | Grecia                    |
| 11.  | Ungheria                  |
| 12.  | Cina                      |
| 13.  | Germania Ovest Under-18 B |
| 14.  | Bulgaria                  |
| 15.  | Belgio                    |
| 16.  | Austria                   |